# Kashunuk
La rivière Kashunuk est un cours d'eau d'Alaska, aux États-Unis situé dans la région de recensement de Wade Hampton.

## Description
C'est un défluent du fleuve Yukon, long de 225 milles (362 km) qui coule en direction du sud-ouest jusqu'à la baie Angyoyaravak dans le delta du Yukon-Kuskokwim.
Son nom eskimo, Kizhunak a été référencé en 1852 par le capitaine Tebenkov de la flotte impériale russe.

## Sources
- (en) « Kashunuk », Geographic Names Information System